# Juhan Parts
Juhan Parts (nascut el 27 d'agost de 1966 a Tallinn) és un polític estonià ex Primer Ministre d'Estònia, i expresident del Partit Res Pública. Des del 5 d'abril de 2007 és el ministre d'Economia i Comunicació en el segon govern de Andrus Ansip. Juhan Parts és membre del partit Unió de Pro Pàtria i Res Pública.